# 碼頭跳水

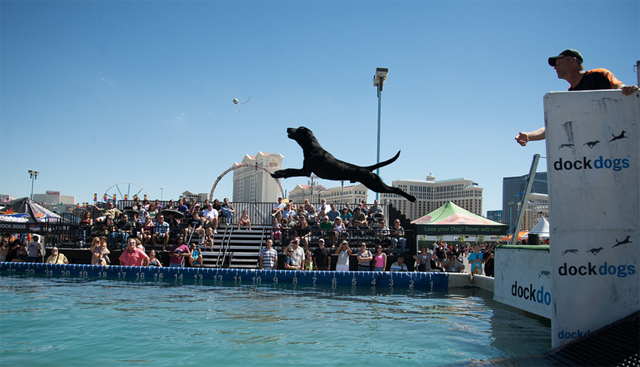
一只狗正在参加碼頭跳水比赛

码头跳水是一项犬類運動，比賽時犬要从船塢跳入水里。美国和其他国家（例如英国、 澳大利亚、 德国、 和奥地利）都有码头跳水比赛。 碼頭跳水首次出现於1997年。 